# Sprinter Club Olympique Dijon
Le Sprinter Club Olympique Dijon (SCO Dijon) est un club de cyclisme basé à Dijon en France. Il fait partie de la Division nationale 1 de la Fédération française de cyclisme en cyclisme sur route.
Il a été fondé en 1993.
Le club organise chaque année le Critérium d'après-Tour de France de Dijon.

## Histoire de l'équipe
L'équipe est créée en 1993 sous le nom de Sprinter Club Olympique Dijon (SCO Dijon), nom qu'elle garde encore à ce jour. Elle a été aussi renommée Sprinter Club Olympique Dijon Lapierre (SCO Dijon Lapierre) de 2005 à 2007 et Sprinter Club Olympique Dijon Materiel-velo.com (SCO Dijon Materiel-velo.com) en 2013.

## Principales victoires

### Courses d'un jour
- Grand Prix de la ville de Pérenchies : 2013 (Melvin Rullière)
- Paris-Troyes : 2019 (Jérémy Cabot)
- Grand Prix international de la ville de Nogent-sur-Oise : 2024 (Justin Ducret)
- Grand Prix de la Somme : 2024 (Corentin Devroute)

### Courses par étapes
- Rhône-Alpes Isère Tour : 2008 (Jérémie Dérangère)

## SCO Dijon en 2016[1]

### Effectif
| Cycliste             | Date de naissance | Nationalité | Équipe 2015                |  |
| -------------------- | ----------------- | ----------- | -------------------------- |  |
| Guillaume Barillot   | 1er mars 1990     | France      | SCO Dijon                  |  |
| Quentin Bernier      | 30 juillet 1990   | France      | SCO Dijon                  |  |
| William Brenot       | 29 juillet 1997   | France      |                            |  |
| Jérémy Cabot         | 24 juillet 1991   | France      | VC Toucy                   |  |
| Jérémy Defaye        | 25 février 1996   | France      | SCO Dijon                  |  |
| Kahiri Endeler       | 28 décembre 1996  | France      | SCO Dijon                  |  |
| Matthieu Garnier     | 24 février 1994   | France      | SCO Dijon                  |  |
| Guillaume Gauthier   | 3 juin 1994       | France      | SCO Dijon                  |  |
| Adrien Guillonnet    | 21 novembre 1993  | France      | VC Toucy                   |  |
| Paul Herman          | 30 août 1990      | France      |                            |  |
| Benjamin Le Roscouët | 11 février 1991   | France      | SCO Dijon                  |  |
| Olivier Leroy        | 20 octobre 1988   | France      | ASPTT Dijon                |  |
| Louis Louvet         | 12 juillet 1997   | France      | Creusot Junior             |  |
| Alexandre Pacot      | 27 novembre 1994  | France      | SCO Dijon                  |  |
| Benjamin Pascual     | 11 décembre 1988  | France      | VC Toucy                   |  |
| Mathieu Pellegrin    | 19 octobre 1995   | France      | SCO Dijon                  |  |
| Mathieu Rigollot     | 8 janvier 1997    | France      | CM Aubervilliers 93 Junior |  |
| Julien Souton        | 11 novembre 1997  | France      | SCO Dijon Junior           |  |

### Victoires
| Date | Course | Pays | Classe | Vainqueur |
| ---- | ------ | ---- | ------ | --------- |